# خالد دخیل العنزی
خالد دخیل العنزی (انگلیسی: Khaled Dakheel؛ زادهٔ ۱۰ اکتبر ۱۹۸۴) یک ورزشکار اهل عربستان سعودی است.